# Szváziföld az 1992. évi nyári olimpiai játékokon
Szváziföld a spanyolországi Barcelonában megrendezett 1992. évi nyári olimpiai játékok egyik részt vevő nemzete volt. Az országot az olimpián 2 sportágban 6 sportoló képviselte, akik érmet nem szereztek.

## Atlétika
Férfi
| Versenyző        | Versenyszám | Előfutam | Előfutam | Előfutam | Negyeddöntő | Negyeddöntő | Negyeddöntő | Elődöntő | Elődöntő | Elődöntő | Döntő   | Döntő    |
| Versenyző        | Versenyszám | Idő      | Hely.    | Össz.    | Idő         | Hely.       | Össz.       | Idő      | Hely.    | Össz.    | Idő     | Helyezés |
| ---------------- | ----------- | -------- | -------- | -------- | ----------- | ----------- | ----------- | -------- | -------- | -------- | ------- | -------- |
| Robinson Stewart | 100 m       | 10,20    | 8.       | 69.      | kiesett     | kiesett     | kiesett     | kiesett  | kiesett  | kiesett  | kiesett | kiesett  |
| Robinson Stewart | 200 m       | 21,97    | 6.       | 60.      | kiesett     | kiesett     | kiesett     | kiesett  | kiesett  | kiesett  | kiesett | kiesett  |
| Sipho Dlamini    | 800 m       | 1:48,70  | 3.       | 30.      |             |             |             | kiesett  | kiesett  | kiesett  | kiesett | kiesett  |
| Sipho Dlamini    | 1500 m      | 3:46,33  | 8.       | 33.      |             |             |             | kiesett  | kiesett  | kiesett  | kiesett | kiesett  |
| Isaac Simelane   | 5000 m      | 14:00,44 | 9.       | 34.      |             |             |             |          |          |          | kiesett | kiesett  |
| Isaac Simelane   | 10 000 m    | 29:48,49 | 20.      | 38.      |             |             |             |          |          |          | kiesett | kiesett  |
| Elphas Ginindza  | Maraton     |          |          |          |             |             |             |          |          |          | 2:21:15 | 42.      |

| Versenyző           | Versenyszám | Selejtező             | Selejtező             | Döntő    | Döntő    |
| Versenyző           | Versenyszám | Eredmény              | Helyezés              | Eredmény | Helyezés |
| ------------------- | ----------- | --------------------- | --------------------- | -------- | -------- |
| Sizwe Sydney Mdluli | Távolugrás  | érvényes ugrás nélkül | érvényes ugrás nélkül | kiesett  | kiesett  |
| Sizwe Sydney Mdluli | Hármasugrás | 16,18 m               | 27.                   | kiesett  | kiesett  |

## Ökölvívás
| Versenyző        | Versenyszám | Selejtező                   | Nyolcaddöntő      | Negyeddöntő       | Elődöntő          | Döntő             | Helyezés |
| Versenyző        | Versenyszám | Ellenfél Eredmény           | Ellenfél Eredmény | Ellenfél Eredmény | Ellenfél Eredmény | Ellenfél Eredmény | Helyezés |
| ---------------- | ----------- | --------------------------- | ----------------- | ----------------- | ----------------- | ----------------- | -------- |
| Mfamsibili Mnisi | Papírsúly   | Rogelio Marcelo (CUB) · RSC | kiesett           | kiesett           | kiesett           | kiesett           | 17.      |

RSC - a játékvezető megállította a mérkőzést